# جايسون ولز (لاعب كريكت)
جايسون ولز (25 مارس 1970 - ) (بالإنجليزية: Jason Wells)‏ هو لاعب كريكت نيوزلندي.

## وصلات خارجية
- جايسون ولز على موقع إي آس بي آن كريك إنفو (الإنجليزية)